# Moxonidină
Moxonidina (cu denumirea comercială Physiotens) este un medicament antihipertensiv, fiind utilizat în tratamentul hipertensiunii arteriale. Calea de administrare disponibilă este cea orală.
Acționează ca agonist al receptorilor alfa-2/imidazolinici de la nivel central, având efect antihipertensiv.

## Utilizări medicale
Moxonidina este utilizată în tratamentul hipertensiunii arteriale ușoare sau moderate.